# Pryskyřník platanolistý
Pryskyřník platanolistý (Ranunculus platanifolius) je vytrvalá bylina z rodu pryskyřník. Je jedním ze dvou našich pryskyřníků, které kvetou bílými květy, což je dobře odlišuje od většiny ostatních rostlin tohoto rodu – pro které je typická žlutá barva květů.

## Vzhled
Lodyha je přímá, 60–80 cm vysoká, větvená. Přízemní listy jsou dlouze řapíkaté a dlanitě 3–5dílné (vzácně 6–7dílné), lodyžní listy krátce řapíkaté až přisedlé a jen 3dílné. Květy jsou bílé nebo lehce narůžovělé. Plodem je nažka (3–3,5 mm velká). Od podobného, bíle kvetoucího, druhu – pryskyřníku omějolistého jej odlišují lysé květní stopky a víceméně lysé vnější strany záhy opadavého kalichu (p. omějolistý má květní stopky pýřitě a vnější strany kalichu přitiskle chlupaté).

## Rozšíření
Roste na řadě míst střední a jihovýchodní Evropy a v Norsku a Belgii. V ČR je rozšířen ve většině pohraničních hor (montánní až supramontánní stupeň) Čech a Moravy (mimo Lužických hor). Nejníže roste v Semilech (330 m n. m.). Preferuje vlhké suťové lesy a břehy horských toků.